# Søfart
 For alternative betydninger, se Søfart (flertydig). (Se også artikler, som begynder med Søfart)
Søfart defineres som færdsel til vands. Formålet er i at bringe mennesker og/eller varer fra et sted til et andet. Som sådan er søfart et hjælpemiddel for handel. Søfart har til alle tider været en del af den menneskelige virksomhed og afspejler ved sin størrelse og udformning et udviklet samfunds behov for at bringe mennesker fra et sted til et andet og for stedlige behov for at indføre eller udføre varer enten i samkvem med andre dele af landet eller med udlandet.

## Betydning
Søfart spillede, indtil den industrielle revolution i 1800-tallet gjorde landtransport (dels jernbanedrift, dels motorkøretøjer: kørsel i egen bil og busdrift) og senere luftfart konkurrencedygtig med hensyn til rejsetid og fragtomfang, den ubestridte hovedrolle for rejse- og fragtvirksomhed. 
Betydelige samfund igennem tiden har haft søfart som en forudsætning for eller som et vigtigt led i deres eksistens. Dette gælder blandt andet Hellas, Fønikien, Romerriget, vikingerigerne og kolonirigerne (Belgien, Danmark, England, Frankrig, Nederlandene, Portugal, Spanien med flere). Også i det 21. århundrede skylder mange østater søfarten deres evne til at hænge sammen (blandt andre Antigua og Barbuda, Comorerne, Danmark, Fiji, Filippinerne, Grækenland, Indonesien, Japan, Kap Verde, Kiribati, Malaysia, Marshalløerne, New Zealand, Polynesien, Saint Kitts og Nevis, Tuvalu, Vanuatu)

## Opdeling

### Sejladstype
Søfart kan efter type opdeles i: 
- havsejlads
- flodsejlads
- sejlads på søer.

### Formål
Efter formål kan skelnes mellem:
- rejsesejlads (færgefart)
- varefragt
- fiskeri
- hvalfangst
- søforsvar
- lystsejlads
- turismesejlads (cruisesejlads).

### Fremdrivningsform
Efter fremdrivelsesform kan skelnes mellem:
- rofartøj
- sejlskibe
- dampskibe
- motorskibe
- pramdragning

## Skibsfartens grundlag
Forudsætningen for skibsfarten har været udviklingen af en lang række af fremgangsmåder og hjælpemidler til at sikre, at skibsfarten kan ske under de bedst givne vilkår.

### Uddannelse
Søfart kan læres på en søfarts- eller navigationsskole, i Danmark blandt andet på Svendborg International Maritime Academy (SIMAC)

### Navigation
Navigation er evnen til at finde vej til søs. Dertil anvendes forskellige hjælpemidler, blandt andre sekstant.

### Søkort
Et søkort er et kort, der viser kystforhold, dybdeforhold, skær (herunder undersøiske skær) samt andre hjælpemidler såsom fyr og fyrskibe, bøjeafmærkninger og lignende.

### Fyrvæsen
Som et hjælpemiddel til at finde vej og undgå grundstødning udvikledes fyrvæsenet. Et fyr er et anlæg, der lyser med en bestemt frekvens og farve, og som derved hjælper den søfarende til at bestemme sin position om natten.

### Lodsvæsen
En lods er en søkyndig person med særligt kendskab til et givet farvand. Lodsen er den fremmede søfarende behjælpelig med at rejse igennem et farvand, som ellers kunne være farligt for det fremmede skib. En lodsbåd hjælper med at navigere et større fartøj i farvande eller havne med trange manøvreforhold.

### Menneskeskabte vandveje
Til de menneskeskabte vandveje hører udgravede og udrettede kanaler samt sluser.

### Havne
En havn er et anlæg særlig indrettet med henblik på modtagelsen af skibe. I ældre tid nøjedes man med en skibbro, men siden midten af 1800-tallet er havne udvidet med moler, kajanlæg, kraner, landgangsbroer med mere.

### Besætning
Beroende på et skibs størrelse og formål vil det have en større eller mindre besætning, der fordeler de for skibsførelsen nødvendige opgaver imellem sig. Besætningen kan omfatte:
- kaptajn, skipper,
- styrmand (kan underinddeles i grader: førstestyrmand, andenstyrmand osv.),
- matros,
- skibskok,
- maskinmester, skibsfyrbøder (moderne skibe),
- skibstømrer (træskibe i ældre tid),

med flere.

### Søvejsregler
Mellemfolkelige søvejsregler er indført for at undgå, at skibe støder sammen, og for at sikre, at skibe af ulige størrelse tager hensyn til hinanden og hinandens manøvremuligheder (eller begrænsninger i samme).

### Søfartskultur
Tilværelsen til søs stiller krav om et stort antal særskilte maritime ord, udtryk og vendinger, som anvendes for at fastslå, hvad der tales om. Det drejer sig dels om skibets enkelte bestanddele, dels om handlinger, dels om andre forhold. Mange af ordene er beslægtet med nederlandsk, da Holland tidligere var en stor søfartsnation.

## Søfartens udvikling
I begyndelsen var man afhængig af muskelkraft for at drive fartøjer frem, men mennesket fandt hurtigt ud af af benytte sejl, der ved hjælp af vindens kraft kunne drive et skib fremad. I begyndelsen af 1800-tallet var udviklingen af dampmaskinen nået så langt, at den kunne installeres i et skib, og en ny epoke begyndte. Nu kunne man sejle direkte mod vinden og også sejle i vindstille vejr. Senere benyttedes forbrændingsmotorer i skibe. Det første oceangående motorskib var Selandia, bygget på det danske værft B&W til Østasiatisk Kompagni, forkortet ØK.

## Skibsfartens omfang
Skibsfartens omfang kan måles på ulige måder:
- ved antallet af hjemmehørende skibe,
- ved tonnagen af hjemmehørende skibe,
- ved mængden af fragtet gods henholdsvis antallet af rejsende.

### International søfart
Grækenland er verdens største skibsfartsnation med 3099 skibe på 1000 BRT eller mere (13. dec. 2007) eller 18 % af verdens samlede tonnage. Dette er dog lavere end rekorden på ca. 5.000 græske skibe sidst i 1970'erne.  ([World Factbook:Greece], dec. 2007).

### Dansk søfart
Danmark har en af verdens største handelsflåder, og landet har tre navigationsskoler (hvoraf 1 kun er til fiskeriflåden) og fem maskinmesterskoler, hvor man kan læse til skibsofficer på (respektive) navigatorisk og maskinteknisk linje. Dertil kommer Søværnets Officersskole, hvor der uddannes inden for begge linjer.
Søfartsstyrelsen administrerer lovgivning omkring søfart og hører under Erhvervsministeriet. Farvandsvæsenet tager sig af afmærkning af de danske farvande med bøjer og fyrtårne.
Indtil 2011 fandtes fagbiblioteket Søfartens Bibliotek i København. Biblioteket er nu nedlagt og hovedparten af samlingen overflyttet til biblioteket på Museet for Søfart (tidligere Handels- og Søfartsmuseet). Der er fri adgang til museets bibliotek i Helsingør, men ikke hjemlån.
Udsendelse af bøger til besætninger varetages af Handelsflådens Velfærdsråd.
Danmark er en af verdens store skibsfartnationer med 742 skibe på 1000 BRT eller derover ([World Factbook: Denmark], 2007).

## Sørøveri
Sørøveri er omtrent så gammel som selve skibsfarten. Historisk var en kaper en person, der som led i et lands krigsførelse mod et andet var udstyret med en særlig tilladelse, et kaperbrev, til at opbringe skibe, der formodedes at fragte varer på vegne af den krigsførende magt. Dog skulle opbringelsen afprøves ved en særlig ret, prisedomstolen.
Sørøveri uden regeringstilladelse har ligeledes forekommet gennem historien. Velkendt er "fetaljebrødrene" på Gotland, der drev sørøveri i 1400-tallet mod skibe i Østersøen, og sørøveriet i Vestinidien i 1600-tallet og begyndelsen af 1700-tallet.

## Skibsforlis
Skibe er forlist af mange årsager gennem tiden: storme, grundstødninger, krigsbegivenheder (sænkninger). Historisk mest kendt er, at det nye skib "Titanic" sank på sin jomfrurejse til trods for, at det var erklæret "synkefrit". Af nyere skibsforlis er det største og mest kendte, da "Estonia" sank i 1994 på en rejse mellem Tallinn og Stockholm.

## Skibsfartstold
Skibsfarten er som hovedregel fri. I ældre tid forekom det derimod, at der blev afkrævet afgift eller told af skibe, som sejlede gennem bestemte farvande og stræder. Mest kendt blandt disse toldopkrævninger af skibsfarten er Øresundstolden, andre er Elbtolden og Listertolden.